# Stolen childhood report
Stolen childhood report is een lijst waarin landen worden gerangschikt op de leefbaarheid voor kinderen. De lijst wordt opgesteld door Save the Children en bekendgemaakt op de internationale dag van het kind.

## Lijst en score
De landen krijgen een score op 1000.
2017
In 2017 werden 172 landen gequoteerd.
Nederland bezet plaats 4 samen met Zweden en net na Noorwegen, Slovenië, Finland. België scoort 978 en staat op de tiende plaats. Het laatste land is Niger dat voorafgegaan wordt door Angola, Mali, de Centraal-Afrikaanse Republiek en Somalië.